# Rajendravarman II
Rajendravarman II, död 968, var en kambodjansk monark. Han var kung av Khmerriket mellan 944 och 968.